# Uc de la Bacalaria
Uc de la Bacalaria (fl. finals del s. XII-principis del segle xiii) fou un trobador occità. Se'n conserven sis composicions.
Uc és originari de La Bacalaria (fr. La Bachélerie) (Corresa), al Llemosí; la vida afegeix, "d'allà on era Gaucelm Faidit" (que era d'Usèrcha, localitat relativament propera). També segons la vida fou un joglar, poc conegut i poc valorat; i havia compost "bones cançons", un "bon descort" (del qual no tenim constància) i "bones tensons".
La cronologia del trobador s'estableix a partir dels altres trobadors amb els quals comparteix gèneres de debat i els que menciona.

## Obra
Se'n conserven una alba, una cançó i diverses intervencions en gèneres de debat. D'aquests, un és una tensó amb un tal Bertran de San Felitz, que ens és desconegut i que podria ser el mateix Bertran amb qui té un altre debat (vegeu 449,1 i 449,4). Els altres dos són un partimen amb Gaucelm Faidit i un tornejament plantejat per Savaric de Mauleon on es discuteix si una dama afavoreix més a l'amant al qual mira als ulls, o al que dona la mà, o al que toca amb el peu. Uc defensa que és al que dona la mà.

### Alba
- (449,3)[3] Per grazir la bona estrena

### Cançó
- (449,5) Ses totz enjans e ses fals' entendensa

### Tensons, partiment i tornejament
- (449,1) Digatz, Bertrans de San Felitz
- (167,26 = 432,2 = 449,1a) Gaucelm, tres jocs enamoratz (amb Savaric de Mauleon i Gaucelm Faidit)
- (449,2 = 167, 44) N'Uc de la Bachallaria (amb Gaucelm Faidit)
- (449,4) Senher Bertran, un cavaliers presatz

### Repertoris
- Guido Favati (editor), Le biografie trovadoriche, testi provenzali dei secc. XIII e XIV, Bologna, Palmaverde, 1961, pàg. 293
- Martí de Riquer, Vidas y retratos de trovadores. Textos y miniaturas del siglo XIII, Barcelona, Círculo de Lectores, 1995 p. 106-109 [Reproducció de la vida, amb traducció a l'espanyol, i miniatures dels cançoners I i K]
- Alfred Pillet / Henry Carstens, Bibliographie der Troubadours von Dr. Alfred Pillet […] ergänzt, weitergeführt und herausgegeben von Dr. Henry Carstens. Halle : Niemeyer, 1933 [Uc de la Bacalaria és el número PC 449]